# Reino de Champasak

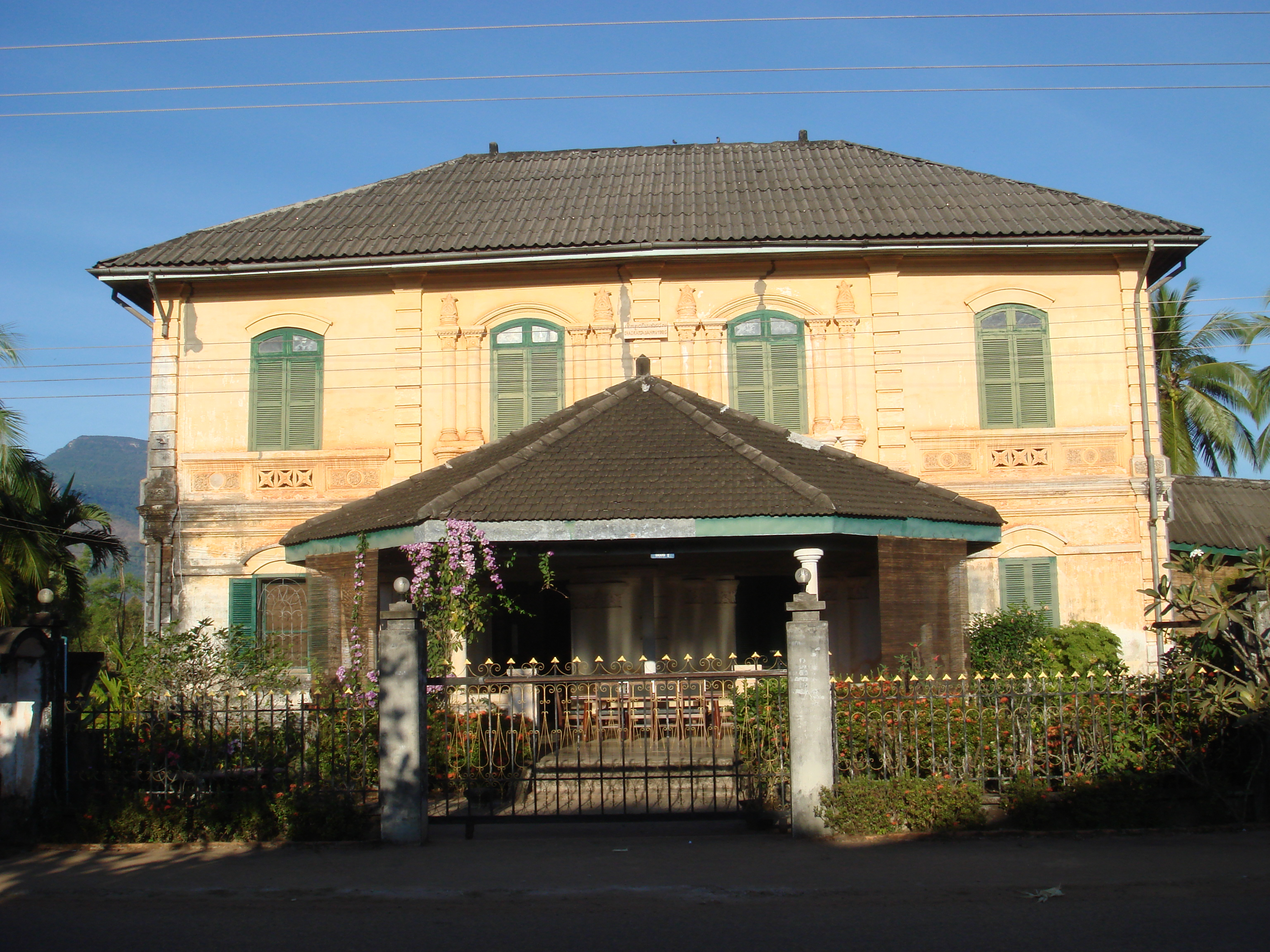
Antiga residencial real

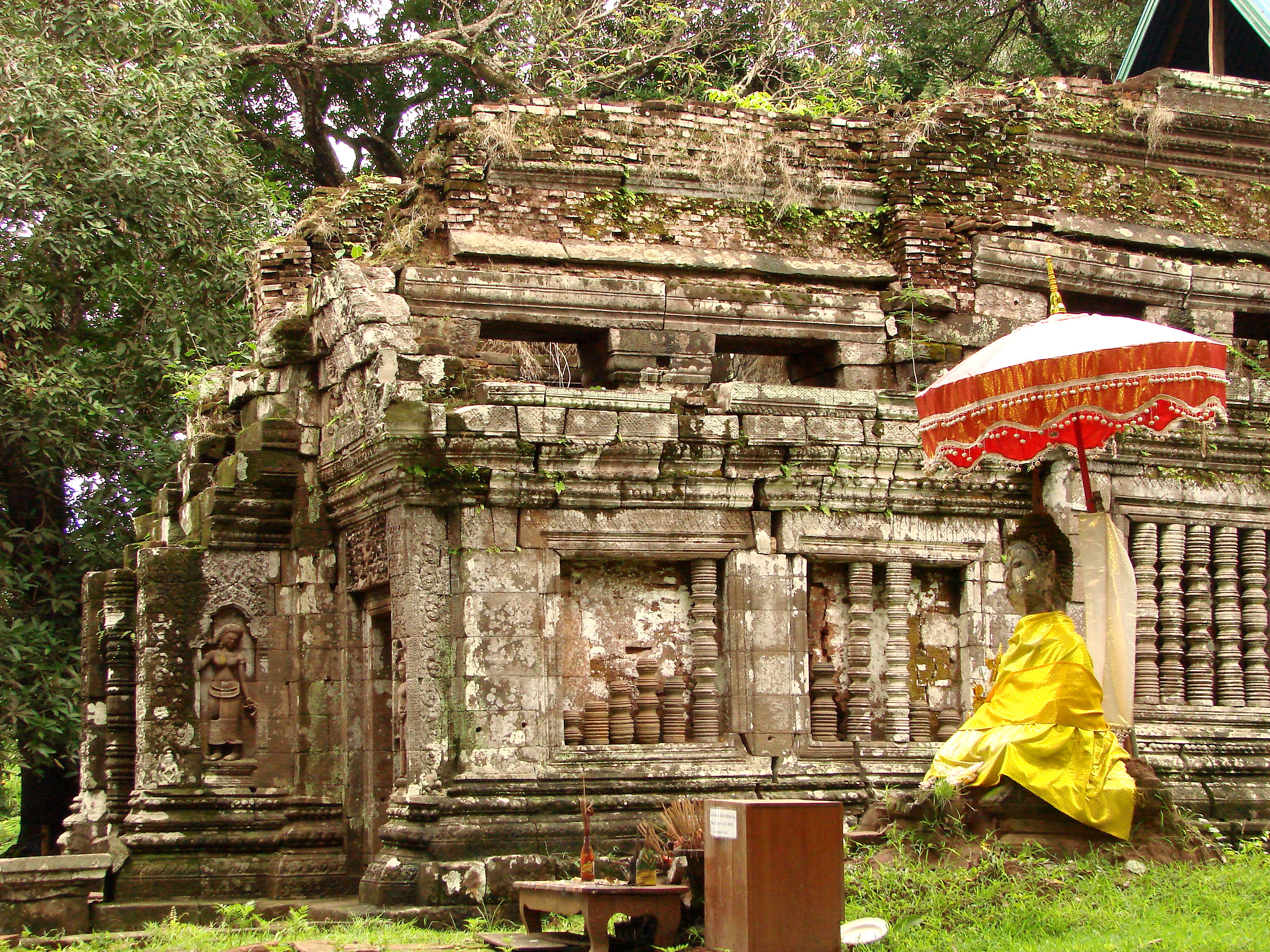
Antigo templo no reino de Champasak

O Reino de Champasak (1713-1946), no sul do Laos, separou-se do reino de Lan Xang em 1713. O Reino de Champasak prosperou no início do século XVIII, mas foi reduzido a um estado vassalo do Sião antes do fim século. Sob o governo francês o reino tornou-se um bloco administrativo com a sua realeza despojada de muitos de seus privilégios.
O Reino de Champasak foi abolido em 1946, quando o Reino do Laos foi formado ao término da Segunda Guerra Mundial em 1945.

## Reis de Champasak (1713-1904)[1]
- Nokasad 1713–37
- Sayakumane 1737-91
- Fay Na 1791–1811
- No Muong 1811
- Manoi 1813–19
- Chao Yo, dinastia em Vientiane 1819–26
- Huy 1826–41
- Nark 1841–51
- Boua 1851–52
- Sob ocupação do Reino do Sião 1852–56
- Kham Nai 1856–58
- ?? 1858–62
- Kham Souk 1863–1900
- Ratsadanay 1900–4

## Principes do reino 1904-presente
- Ratsadanay 1904–45
- Boun Oum 1945–80
- Keo na Champassak 1980–presente